# Битва біля Гафрсфйорду
Битва біля Гафрсфйорду традиційно вважається битвою, внаслідок якої була об'єднана Західна Норвегія і на чолі якої став єдиний правитель — Гаральд Прекрасноволосий. Битва безпосередньо призвела до об'єднання всіх дрібних ярлів під владою Гаральда, оскільки це фактично було знищення опозиції. Схід тим часом був під владою короля Данії. В сучасній Норвегії ця битва є досить шанованою подією в історії цієї держави.
Інші, що не хотіли підкорятися Гаральду, відпливли до Ісландії, Оркнейяру, Шетланду та Фарерів. Згодом норвезький король був вимушений особисто виловлювати їх.
В 1993 році на честь битви був споруджений монумент «Клинки в камені» (норв. Sverd i fjell).

### Вороняча пісня
Більшу частина відомостей про битву містить «Вороняча пісня», вона і є основним джерелом. Хоча це твір скальдичної поезії і збірка незалежних віршів різних авторів, у ньому фігурує Гаральд Лува, якого ототожнюють з Гаральдом Горфаґером. «Вороняча пісня» складається з 23-х строф, з яких з 7 по 12 йдеться про власне битву, решта — придворне життя, діалоги тощо. Дослідники розходяться в думках, хто автор частини про битву. Сага «Красива шкіра» має строфи 7-11, які більшістю джерел приписуються Тьодольву з Квіна, норвезькому скальду, що творив протягом кінця IX — початку X ст. «Коло земне» в «Сазі про Гаральда Прекрасноволосого» відомого ісландського скальда Сноррі Стурлусона, переказує строфи 6-11, які також приписують вищезгаданому норвежцю. Водночас, деякі вважають, що ті строфи могли належати іншому норвезькому скальду, Торбйорну Горнклові, сучаснику Тьодольва. «Молодша Едда» також містить строфи 11 і 12.

### Зміст
7. Man kunde høre i Hafsfjorden, hvorledes den ætstore konge kæmpede der med Kjötve den rige; skibe var komne østfra begærlige efter kamp, med gabende hoveder og udskårne stavnplader.
8. De var ladede med storbønder og hvide skjolde, med vestlandske spyd og vælske sværd; bersærkerne brølte, kampen var i gang, ulvhednerne hylede og rystede spydene.
9. De vilde prøve den kraftige, der (imidlertid) lærte dem at flygte, Østmændenes hersker, som bor på Utsten; skibene blev satte i bevægelse, da kamp kunde væntes; der var bulder på skjolde, för Hagelang faldt.
10. Da bleve den halstykke konge ked af at forholde Luva landet; han tog sin tilflugt til holmen som skjold (værn); de, som var sårede, kastede sig ned under rorbænkene, lod deres bag stikke i vejret, men stak næsen ned i kølen.
11. Krigerne var så skönsomme, at de lod skjoldene blinke på deres rygge - de blev jo slåede med sten; "østkøllerne" løb som rasende hjem fra Hafsfjorden over Jæderen - de tænkte på mjöddrikken.

12. Valen lå der på den sandede bred, bestemt til Friggs enöjede elsker; vi blev glade over en sådan heltegærning.
В «Красивій шкірі» і «Колі Земному» майже ідентичні тексти, це вказує на, імовірно, спільне джерело:
7. Hørte du i Hafrsfjord - drønn av drotters dyst - kongens kunster - med Kjøtve den rike - Knarrer kom østfra - lystne på kamp - med gapende hoder - og pynt på stavnen.
8. De var lastet med hærmenn - og hvite skjold - med lanser (eller spyd) fra de britiske øyer (vestrøne) - og franske (velske) sverd - Berserker brølte - der striden raste - ulvhedner (berserker i ulveskinnstrøyer) ulte - og jernene skalv.
9. De fristet den djerve - som lærte dem å flykte - østmenns hersker - som bor på Utstein - Da strid var i vente - snudde han havhestene - på skjold det hamret - før Haklang falt.
10. Lei da, for Luva - landet å holde - Halsdigre høvding - han tok holmen til skjold - de dro seg under setene - de som var såret - satte baken til værs - stanget hodene i kjølen.
11. På baken lot de blinke - steinene regnet over dem - tenksomme Svåvne - skinnende skjoldtak - østkarene rømte østover - og om Jæren de løp -  hjem fra Hafrsfjord - lengtet etter mjøden å drikke.

12. Slagplassen (valen) lå der på sanden - vet bare den enøyde - i Friggs favn - Berømmelsen var slik.
Ці строфи англійською перекладені так:
7. ‘Have you heard how the high-born king fought with Kjǫtvi inn auðlagði (‘the Wealthy’) there in Hafrsfjorden? Ships came from the east, eager for battle, with gaping figure-heads and graven prow-boards.’
8. ‘They [the ships] were loaded with men and white shields, western spears and Frankish swords. Berserks bellowed; battle was under way for them; wolf-skins [berserks] howled and brandished iron spears.’
9. ‘They tested the forward-striving mighty ruler of the Norwegians [Haraldr], who taught them to flee, who resides at Utstein. The ruler set in motion the stud-horses of Nǫkkvi [ships] when he expected combat; there was thundering on shields before Haklangr fell.’
10. ‘The fat-necked prince [Kjǫtvi] grew tired then of holding the land against Lúfa (‘Shaggy-locks’) [Haraldr]; he let an islet be a shield to himself. They threw themselves under the bench-planks, those who were wounded; they let their rumps stick up; they plunged their heads into the bilge.’
11. ‘Sensible men made shingles of the hall of Sváfnir [Óðinn] [(lit. ‘hall-shingles of Sváfnir’) — 
 Valhǫll] gleam on their backs [in flight]; they were pelted with stones. The east-cudgels were stirred up and ran across Jæren, homewards from Hafrsfjorden, and concentrated on mead-drinking.’

12. ‘The slain lay there on the sand, dedicated to the one-eyed embrace-occupier of Frigg [Óðinn]; we welcomed such doings.’

### Ґлюмдрапа
Іншим джерелом є «Драпа про галас», написана Торбьйорном Горнклові в ІХ ст. Поема зберіглася частково, переважно уривками у сагах. З неї відомо, що Гаральд спочатку воював на суші, а потім переміг у морській битві проти неназваного конунга на півдні. Ймовірно, мова йде про кількох переможців. Серед ворогів конунга згадуються шотландці та готи а сам майбутній король був молодим у першій битві. Гаральд згадується лише в останній строфі й без прізвиська. Гафрсфйорд не згадується.

### Інші норвезькі джерела
- «Historia de Antiquitate Regum Norwagiensium» авторства Теодоріха Монаха — норвезького бенедиктинця — не згадує про битву в Гафрсфйорді. Праця охоплює історію Норвегії від правління Гаральда Горфаґера в IX ст. до смерті короля Сіґурда Магнусона в 1130 році.
- «Ágrip», синопсис історії норвезьких конунгів створений в 1190-х роках, розповідає, що Гаральд Горфаґер та Гаральд Лува це одна і та сама людина. Коротко згадується битва в Гафрсфйорді, де противником був дехто Скейд-Бранд. Автор саги неправильно зрозумів катрен, який звучить як «Skjoldungen dreiv med skjoldet, Skeid-branden or landet...». Skeid-branden — це назва корабля, а не ім'я конунга. Слово Skjoldungen відноситься до одного з датської королівської родини Скельдунґів. Слово часто перекладається як король, але це не відповідає тексту.[21]

- «Historia Norwegiæ» невідомого авторства, створена в XII ст., згадує про Гаральда Горфаґера, але про битву замовчує. Праця містить лише короткий екскурс по історії Норвегії з її географією в одному розділі.

## Лідери під час бою

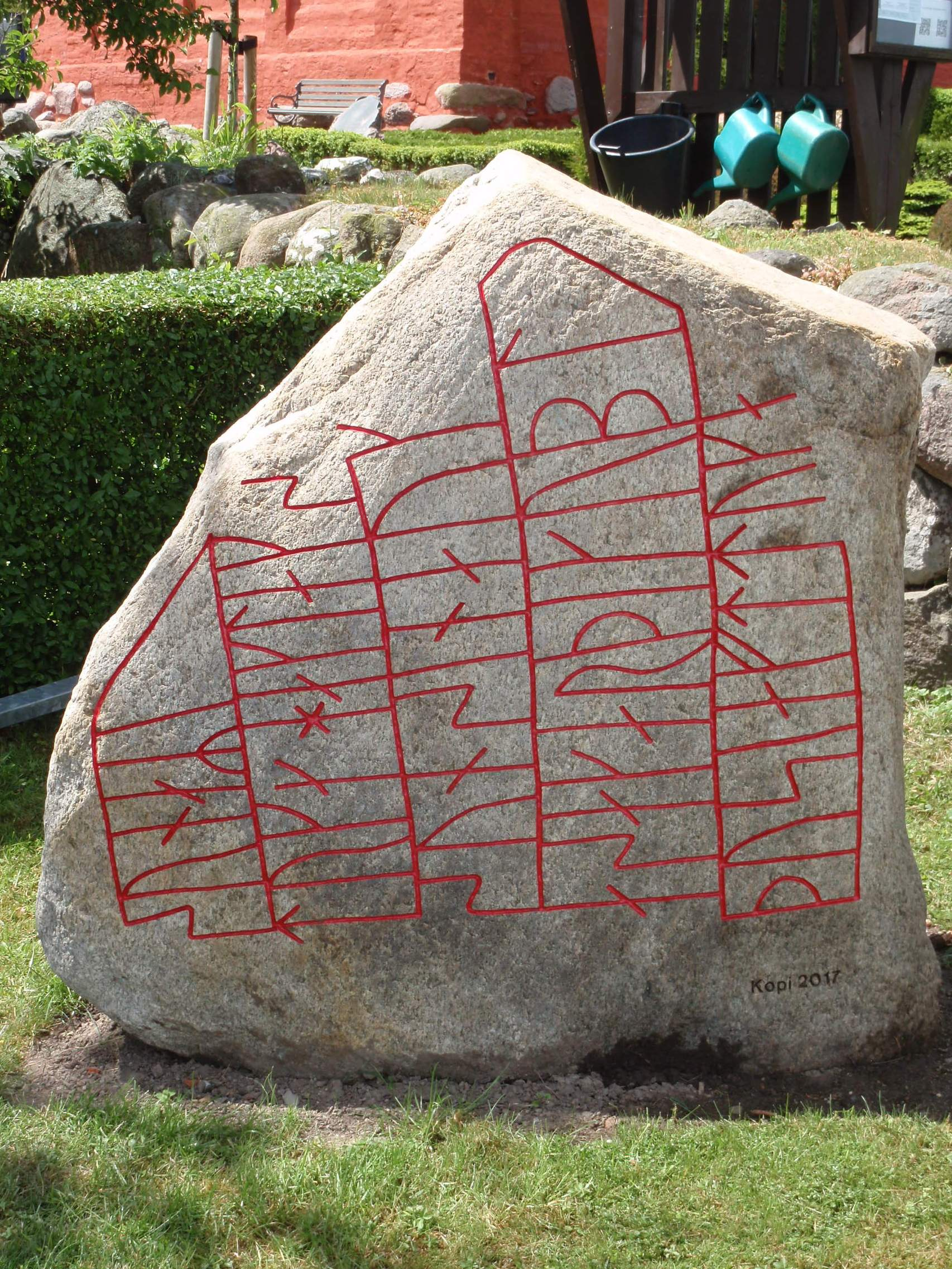
Копія рунічного каменю Брегнінге. Він був встановлений у червні 2017 року в церкві того ж містечка. Оригінал знаходиться в Копенгагені.

«Вороняча пісня» каже, що королем, який воював у Гафрсфйорді, був Гаральд Лува. У строфах, які не стосуються битви, Гаральд Горфаґер згадується шість разів. Але в строфах, присвячених битві, він не згадується. Як норвезькі, так і ісландські середньовічні джерела вважали, що Гаральд Горфаґер та Гаральд Лува це одна й та сама людина. Сучасні історики не ставлять під сумнів цю думку. Наприклад, Ґустав Шторм був впевнений, що Гаральд Горфаґер був тотожним Луві, оскільки, за його твердженням, це була настільки поширена та стара легенда, що її правильність не підлягає сумніву.
«Вороняча пісня» ніяк не конкретизує місце. З іншого боку, підкреслюється, що сама битва була видатною: «Чи чули ви в Гафрсфйорді, як сильно вони там билися, великий конунг [Гаральд] і Кйотве Багатий. Кнорр прибув зі сходу, охочий до битви, з роззявленими щелепами та піднесенням в команді». Існують інші особливості катрену, які вказують на те, що Гаральд у Гафрсфйорді не напав на своїх ворогів у їхніх володіннях, як стверджує Сноррі, а навпаки. У цьому випадку це означає, що Гаральд уже був королем на південному заході, коли відбулася битва. Але коли саме він завоював ці території, досі неможливо сказати. 
Сага називає двох противників Гаральда – Кйотве Багатого, якого саги називають конунгом Аґдера, і Гакланга. Імена є прізвиськами (давньоскан. Kjǫtvi це «товстий»; давньоскан. Haklangr це «з довгим підборіддям») і не можуть бути ідентифіковані далі. Але незвичайне ім'я Гакланг також відоме з датського рунічного каменю. На камені Брегнінге в Національному музеї в Копенгагені є рунічний напис з іменем «Син Тока Гаклангсонна». Спочатку камінь стояв у селі Брегнінге на Лолланні. Гальвдан Кут, відомий норвезький історик, припустив, що це та сама особа, яка брала участь у битві біля Гафрсфйорду. Рунічний камінь датований кінцем IX ст. 
Цілком можливо, що норвезькі противники Гаральда отримували допомогу від Данії. У будь-якому випадку, вказується, що вороги Гаральда прийшли зі сходу, і також зазначається, що переможені «побігли через Ядар додому, з Гафрсфйорду, жадаючи випити медовухи». Іншими словами, вони походили з південної Норвегії, де вплив Данії був значним.
Згідно з «Драпою про галас», Гаральд був «на борту для битви проти двох конунгів», яких не назвали. Імовірно, це була битва в Гафрсфйорді — місце теж не вказане. Він також бореться там проти подагри. 
Сноррі дає яскравий і детальний опис битви, хоча деякі історики продовжують обговорювати історичну достовірність роботи Сноррі:
З півдня надійшла звістка про те, що жителі Гордаланну й Ругаланну, Аґдеру й Телемарку збираються разом із кораблями, зброєю та великою кількістю людей. Лідерами цього були Ейрік, конунг Гордаланну; Сульке, конунг Ругаланну, і його брат; Кйотве Багатий, конунг Аґдеру, і його син Тор Гакланг; з Телемерку — два брати, Гроальд і Гадд. Коли Гаральд отримав звістку про це, він зібрав свої війська, поставив свої кораблі на воду, підготувався зі своїми людьми та вирушив на південь уздовж узбережжя, набираючи на шляху нових людей з фюльків. конунг Ейрік почув про це, коли прибув на південь від півострову Стад. І, зібравши всіх людей, яких він міг зібрати, він рушив на південь, щоб зустріти військо, яке, як він знав, йшло йому на допомогу зі сходу. Усі вирушили на північ від Ядару й увійшли до Гафрсфйорду, де чекав конунг Гаральд зі своїми військами. Почалася велика битва, яка була і важка, і довга. Але нарешті, Гаральд переміг. Там упав конунг Ейрік і конунг Сульке зі своїм братом. Тор Гакланг, який був берсерком, поставив свій корабель проти корабля Гаральда, і відбулася надзвичайно відчайдушна атака доти, доки Тор Гакланг не впав, і вся команда його корабля не була вирізаний. Тоді конунг Кйотве втік на невеликий острів, де можна було добре захищатися. Після цього всі його люди втекли, деякі на свої кораблі, деякі по суші, а частина пішла на південь в країну Ядар.
Згідно з Сноррі, Кйотве Багач зміг врятуватись і втекти до якогось невеликого острова, де був замок. Навколо Гафрсфйорда збереглися залишки чотирьох сільських замків, усі вони були розташовані на скелях і природних висотах. Замки не датовані та археологічно не досліджені, але часто на загальних підставах датуються ранньозалізним віком. «Вороняча пісня» розповідає лише про острів, а не про замок на острівці. Скоріше за все, спасіння Кйотве — вигадка.

## Реконструкція подій

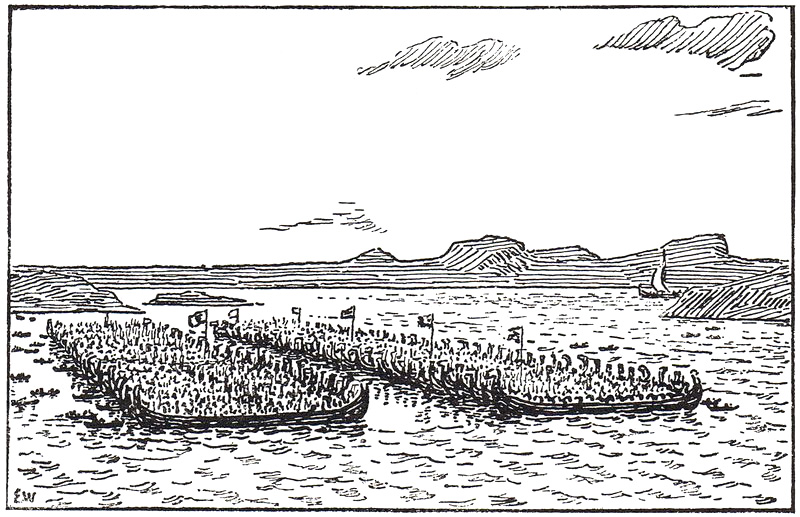
Гаральд і його супротивники зустрічаються в Гафсфіорді, на малюнку Еріка Вереншьоля для видання «Кола Земного» 1899 р.

Підсумовуючи всі наведені джерела, Гаральд Горфаґер бився з місцевими норвезькими конунгами, частина з яких прибула з сходу на кноррах. Також після розгрому переможені частиною полягли, частиною втекли. «Вороняча пісня» вказує, що поле битви (valen) було на піску (Valr lá þar á sandi). У кількох місцях уздовж Гафрсфйорду є піщані пляжі, найбільший з яких біля Танангера.
Морське дно ймовірного місця битви сканували в 2016-2020 роках за допомогою ехолота. На дні були сліди, які інтерпретувалися як забруднення від корозії та гнилі, баластні камені від затонулих кораблів, уламки човнів на дні та обриси корпусів і сліди кіля. Використовуючи аерофотозйомку, дослідники виявили контури скель на морському дні, викладені особливим візерунком у формі трикутників, що перекриваються, на острові Греннсгольмен, що біля містечка Рьонеберг. У 2022 році скелі сфотографували дайвери. Подібні методи не дають можливості датувати знахідки, а також такі кам’яні утворення також можуть походити від вирощування устриць на тому місці в XX ст.
Знайдені стародавні могили у Гафрсфйорді не співставні з великою кількістю воїнів, які, ймовірно, втратили життя під час битви. Серед похованих також немає ватажків. Немає знахідок зброї та особистого спорядження, які можна було б пов’язати з воїнами в битві.
Інге Сергейм досліджувала топоніми в районі Гафрсфйорду, щоб з’ясувати, чи там були назви, які могли б вказувати на зміни, спричинені битвою. Однак у фйорді немає нічого з такого, що можна було б прямо пов'язати з битвою.
У Гаральдскведі стверджується, що супротивники прийшли зі сходу і повернулися тим же шляхом після закінчення битви. Це не дуже узгоджується з розповіддю про те, що Гаральд сам був зі сходу Норвегії. Дехто вважає, що дрібні королі Аґдера та Вікена насправді були васалами датського короля, і що їх було відправлено на захід, щоб атакувати Гаральда, який загрожував датчанам вздовж узбережжя Скагеррак.
Ймовірно, Сноррі хотів підкреслити Вестфолл як відправну точку для норвезької історії, оскільки Вестфолл і Вікен все ще були сферою інтересів датського короля за часів ісландського скальда. Лише після смерті Вальдемара II в 1241 році датські королі на деякий час припинили зазіхати на Вікен.

## Наслідки

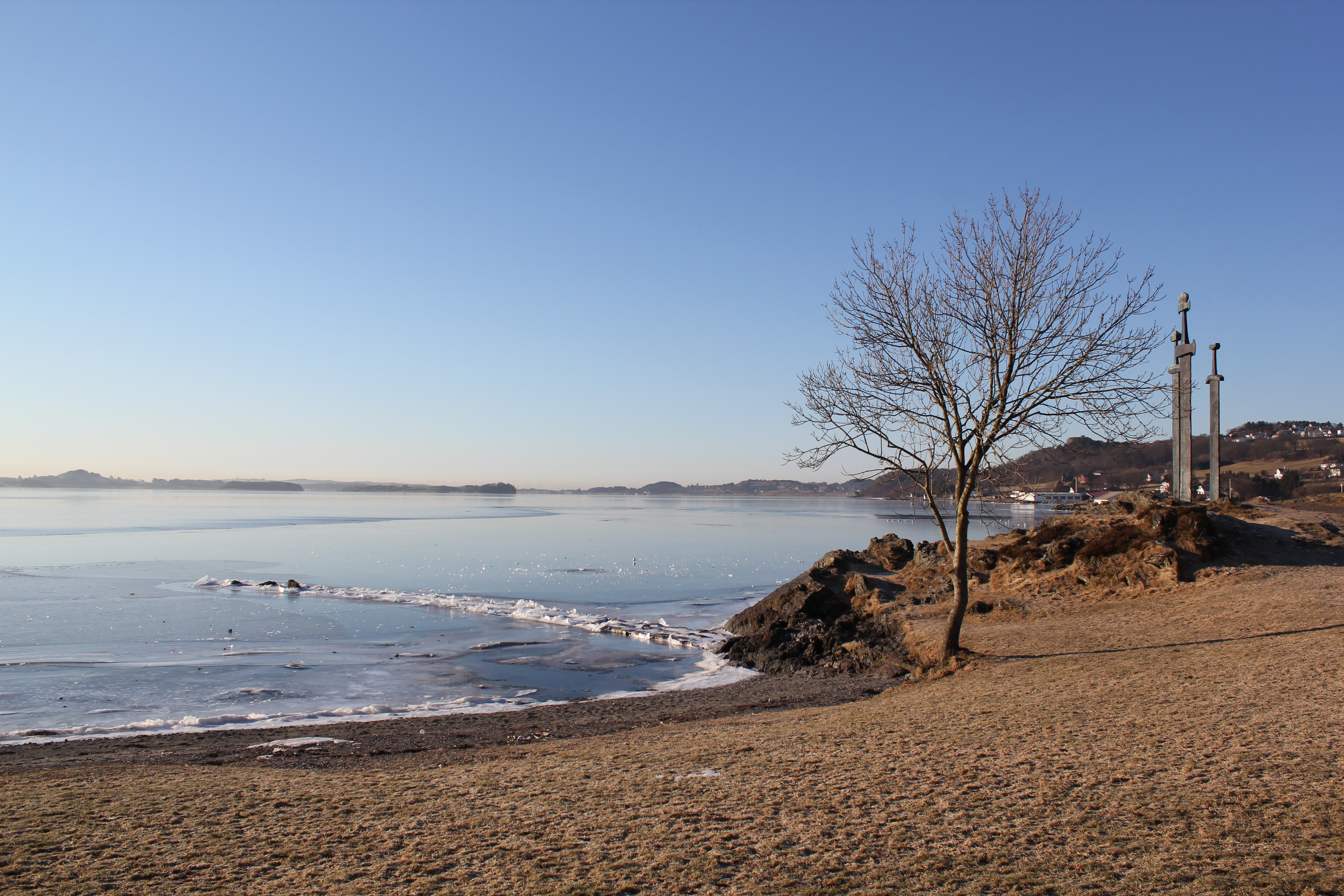
Гафрсфйорд зараз

Після цієї битви Гаральд, згідно з Сноррі, не зустрів опору в Норвегії. Тому вона ознаменувала утворення до того розрізненої країни як єдиного королівства. Проте, повністю об’єднана Норвегія стала реальністю лише при Кануту Могутньому, а також після повноцінного заселення Гаральдом Сміливим Оппланна у 1060-х роках.
Згідно з оповіданням того ж Сноррі, Вестфолл був його базою для об'єднання Норвегії в одне королівство. Зараз історики все більше схиляються до того, що відправною точкою був Согн або інший фйорд на заході Норвегії. 

### Саги
- (давньоісл.)(англ.) Haraldskvæði (Hrafnsmál)
- (давньоісл.) Haraldskvæði
- (англ.) Heimskringla, Battle in Hafersfjord
- (норв.) Fagrskinna
- (норв.) Glymdrápa
- (давньоісл.) Огляд саг про норвезьких конунгів

### Сайти
- (норв.) Norgeshistorie Fra steinalderen til i dag. Fortalt av fagfolk.
- (норв.) Norsk biografisk leksikon